# HMGB2
HMGB2 (англ. High mobility group box 2) – білок, який кодується однойменним геном, розташованим у людей на короткому плечі 4-ї хромосоми.  Довжина поліпептидного ланцюга білка становить 209 амінокислот, а молекулярна маса — 24 034.
| 10         |  | 20         |  | 30         |  | 40         |  | 50         |
| ---------- |  | ---------- |  | ---------- |  | ---------- |  | ---------- |
| MGKGDPNKPR |  | GKMSSYAFFV |  | QTCREEHKKK |  | HPDSSVNFAE |  | FSKKCSERWK |
| TMSAKEKSKF |  | EDMAKSDKAR |  | YDREMKNYVP |  | PKGDKKGKKK |  | DPNAPKRPPS |
| AFFLFCSEHR |  | PKIKSEHPGL |  | SIGDTAKKLG |  | EMWSEQSAKD |  | KQPYEQKAAK |
| LKEKYEKDIA |  | AYRAKGKSEA |  | GKKGPGRPTG |  | SKKKNEPEDE |  | EEEEEEEDED |
| EEEEDEDEE  |  |            |  |            |  |            |  |            |

A: Аланін

C: Цистеїн

D: Аспарагінова кислота

E: Глутамінова кислота

F: Фенілаланін

G: Гліцин

H: Гістидин

I: Ізолейцин

K: Лізин

L: Лейцин

M: Метіонін

N: Аспарагін

P: Пролін

Q: Глутамін

R: Аргінін

S: Серин

T: Треонін

V: Валін

W: Триптофан

Кодований геном білок за функцією належить до фосфопротеїнів. 
Задіяний у таких біологічних процесах як імунітет, вроджений імунітет, транскрипція, регуляція транскрипції, запальна відповідь, хемотаксис, рекомбінація ДНК, ацетиляція. 
Білок має сайт для зв'язування з ДНК. 
Локалізований у цитоплазмі, ядрі, хромосомах.
Також секретований назовні.